# Castillo de Baños de Arriba
Castillo de Baños de Arriba es una localidad  del española del municipio granadino de Polopos, situada en la parte oriental de la Costa Granadina (provincia de Granada), en Andalucía. A tan sólo 500 metros de Castillo de Baños de Abajo —de la que está separada por la carretera del Mediterráneo—, cerca de esta localidad se encuentran los núcleos de La Guapa, Casarones, El Lance y La Mamola.

## Cultura

### Fiestas
Castillo de Baños de Arriba celebra sus fiestas populares en torno al 24 de junio en honor a San Juan Bautista, el patrón del pueblo.